# 포키스
포키스(현대 그리스어: Φωκίς)는 코린토스 만의 북부에 존재했던 고대 그리스의 한 지방이다. 현대 카타레부사 그리스어에서는 포키다(현대 그리스어: Φωκίδα Phokida)로 발음된다. 명칭은 현재 포키다 현(포키스 현)으로 이어져 있지만, 당시 범위와는 반드시 일치하지 않는다. 포키스라는 이름은 포세이돈의 아들이며, 포키스의 건국자인 신화의 등장인물 포코스(Phocus. 아이아코스와 프사마테의 아이는 다른 사람)에서 유래한다.

## 지리
고대 포키스는 1,619 km 2의 넓이로, 서쪽은 서 로크리스와 도리아, 북쪽은 동 로크리스, 동쪽으로는 보이오티아, 남쪽은 코린토스 만과 접하고 있었다. 또한 이 나라의 중앙을 가로지르는 파르나소스 산이 해발 2,459m로 높게 솟아 있어서 두 지역으로 나누고 있었다. 물질적 자원이 풍부한 곳도 아니었고, 무역을 하는 지역도 아니어서 오로지 목가적인 지역으로 성장하였고, 대도시도 아니었지만, 전략적으로 중요한 곳이었다.

## 역사
고대 포키스의 초기 역사는 확실치 않다. 기원전 480년에 아케메네스 왕조 페르시아 제국의 침략을 받았을 때, 포키스 인들은 처음으로 하나가 되어 나라를 지켰다. 그러나 테르모필레 전투에서의 우유부단한 행동으로 그리스를 편들지 않았고, 오히려 플라타이아 전투에서는 페르시아 제국의 편을 들었다. 기원전 457년, 도리아 영역 내의 케퓌소스 강 원류까지 영향력을 확대하려 한 것이 ‘도리아 인의 고향’을 지킨다는 군사적인 명분으로 스파르타 군의 포키스 침공을 초래했다. 기원전 448년에도 델포이에도 같은 시도를 했지만, 이때도 스파르타에 의해 계획이 좌절되었다. 그러나 얼마 지나지 않아 기원전 454년에 동맹에 가입한 아테네의 도움이 성역을 점령했다. 아테나이의 육지 제패권이 약해지면서, 그 영향으로 동맹관계도 약화되었다. 펠로폰네소스 전쟁 때에는 포키스는 명목상 스파르타의 동맹국이나 속령이 되어 있었고, 델포이의 지배권도 상실한 상태였다.
기원전 4세기에 포키스는 이웃 보이오티아에 의해 끊임없는 위험에 노출되었다. 코린토스 전쟁에서 스파르타의 보이오티아 침공을 지원한 후(기원전 395년 – 기원전 394년), 포키스는 수세적인 입장에 놓였다. 기원전 380년에 스파르타의 도움을 받았지만, 국력을 신장한 테바이에 순종을 강요받았다. 포키스 군은 에파메이논다스의 펠로폰네소스반도 침략에 참여했다. 그러나 만티네이아에서의 마지막 전투(기원전 370년 – 기원전 362년)를 제외하고, 그곳에 군대를 파병하기를 거부했다. 그 보복으로 테바이는 종교적인 논쟁을 끈질기게 부추겨, 기원전 356년 암피크티오니아 동맹 회의에서 포키스가 불이익을 당하는 형벌 판결을 받게 했다. 궁지에 몰린 쥐가 고양이를 물듯이 포키스는 필로멜로스와 동생 오노마르코스와 같은 유능한 장군이 병력을 이끌고 델포이를 점거하여 약탈한 재산으로 용병군을 고용했다. 포키스 동맹군의 도움으로 포키스는 먼저 보이오티아와 테살리아까지 쳐들어 갔지만, 마케도니아 왕국의 필리포스 2세에 의해 테살리아에서 추방되었다. 그러나 국가 자체는 신전의 보물 고갈과 지도자들의 배신이 필리포스의 자비에 맡겨지기까지 10년 동안 유지되었다. 필리포스 2세는 신전의 재산 반환과 울타리 없는 마을에 인구를 분산하라는 조건을 의무적으로 내세웠지만, 그것은 곧 무시되었다. 기원전 339년, 포키스는 도시를 재건하기 시작했다. 이듬해 기원전 338년에는 카이로네이아 전투에서 아테나이-테바이 연합군으로 필리포스 2세와 싸웠지만, 마케도니아 왕국의 압도적인 승리로 끝나고, 마케도니아 왕국의 영향력 하에 들어갔다.
기원전 323년에는 마케도니아 왕국을 상대로 라미아 전쟁에 참가하여, 안티파트로스와 싸웠고, 기원전 279년에는 갈라티아에서 테르모필레를 지키는 것을 지원했다. 그 이후 포키스라는 이름은 역사에 그다지 등장하지 않는다. 기원전 3세기에 마케도니아와 아이톨리아 동맹의 권력 하에 들어갔으며, 기원전 196년에는 분명히 합병되었다.
로마 공화정의 지배 하에서 그 국가 동맹은 해체되었지만, 아우구스투스에 의해 다시 결성되었다. 게다가 아우구스투스는 포키스에 기원전 346년에 상실된 델포이의 암피크티오니아 동맹의 의결권을 다시 부활시켜 새로운 아카이아 인 회의 참가를 허용했다. 포키스 동맹이라는 이름이 마지막으로 언급된 것은 트라야누스 때였다.

## 참고 문헌
- Chisholm, Hugh, ed. (1911). " 요 기사 이름 " Encyclopædia Britannica (11th ed.) 캠브리지 대학교 출판부.